# オリオン・カーケリング
- オライオン・カーケリング

リチャード・オリオン・カーケリング（Richard Orion Kerkering, 2001年4月4日 - ）は、 アメリカ合衆国カリフォルニア州オレンジ郡ハンティントンビーチ出身のプロ野球選手（投手）。右投右打。MLBのフィラデルフィア・フィリーズ所属。日系アメリカ人3世である。

## 経歴
2022年のMLBドラフト5巡目（全体152位）でフィラデルフィア・フィリーズから指名され、プロ入り。契約後、傘下のルーキー級フロリダ・コンプレックスリーグ・フィリーズでプロデビュー。A級クリアウォーター・スレッシャーズでもプレーし、2チームを通して6試合に登板して1勝0敗、防御率3.86、7奪三振を記録した。
2023年、マイナーリーグではA級クリアウォーター、A+級ジャージーショア・ブルークロウズ、AA級レディング・ファイティン・フィルズ、AAA級リーハイバレー・アイアンピッグスでプレーし、4チームを通して49試合に登板して4勝1敗14セーブ、防御率1.51、79奪三振を記録した。9月20日にメジャー契約を結んでアクティブ・ロースター入りし、メジャーデビューとなった24日のニューヨーク・メッツ戦では8回裏に2番手で登板すると1イニングを無失点で切り抜けてホールドを記録した。この年メジャーでは3試合に登板して1勝0敗、防御率3.00、6奪三振を記録した。また、ポストシーズンでもロースター入りし、7試合に登板している。

## 詳細情報

### 年度別投手成績
| 年 度    | 球 団    | 登 板 | 先 発 | 完 投 | 完 封 | 無 四 球 | 勝 利 | 敗 戦 | セ 丨 ブ | ホ 丨 ル ド | 勝 率 | 打 者 | 投 球 回 | 被 安 打 | 被 本 塁 打 | 与 四 球 | 敬 遠 | 与 死 球 | 奪 三 振 | 暴 投 | ボ 丨 ク | 失 点 | 自 責 点 | 防 御 率 | W H I P |
| -------- | -------- | ----- | ----- | ----- | ----- | -------- | ----- | ----- | -------- | ----------- | ----- | ----- | -------- | -------- | ----------- | -------- | ----- | -------- | -------- | ----- | -------- | ----- | -------- | -------- | ------- |
| 2023     | PHI      | 3     | 0     | 0     | 0     | 0        | 1     | 0     | 0        | 1           | 1.000 | 14    | 3.0      | 3        | 0           | 2        | 0     | 0        | 6        | 0     | 0        | 1     | 1        | 3.00     | 1.67    |
| MLB：1年 | MLB：1年 | 3     | 0     | 0     | 0     | 0        | 1     | 0     | 0        | 1           | 1.000 | 14    | 3.0      | 3        | 0           | 2        | 0     | 0        | 6        | 0     | 0        | 1     | 1        | 3.00     | 1.67    |

- 2023年度シーズン終了時

### 背番号
- 50（2023年 - ）

## プレースタイル
2024年時点では、スイーパーを60.4%、フォーシームを34.9%、シンカーを4.7%投じた。2023年に至っては85%の投球がスイーパーであった。